# Japankäfer
Der Japankäfer (Popillia japonica) ist ein ursprünglich aus Asien stammender Vertreter der Familie der Scarabaeidae (Blatthornkäfer). Er ernährt sich von mehr als 300 Wirtspflanzen, darunter beispielsweise Obstgehölze, Gemüse, Ackerkulturen und holzige sowie krautige Zierpflanzen.
Die Art gilt als invasiv (→ Verbreitung und Verschleppung); die EU führt den Japankäfer (2019 mit 19 weiteren Organismen) als „prioritären Quarantäneschädling“; er ist meldepflichtig.

## Merkmale

### Eier
Die weißlichen Eier werden in den obersten 10 cm des Bodens abgelegt. Frisch gelegt haben sie einen Durchmesser von 1,5 mm. Das Ei vergrößert sich bis zum Schlüpfen der Larve.

### Larve
Die Larven werden auch als Engerlinge bezeichnet. Ihr Körper ist weißlich gefärbt, der Kopf gelblich-braun mit kräftig ausgebildeten Mundwerkzeugen (Mandibeln). Die drei Brustsegmente des Körpers besitzen jeweils ein Beinpaar (insgesamt 6 Beine). Die 10 Hinterleibssegmente besitzen keine Beine. Die flexible Cuticula (äußerste Zellschicht) der Larve ist mit vereinzelten bräunlichen Haaren bedeckt. Die Anordnung der Haare und die Form der Analöffnung sind entscheidend für die Unterscheidung der Engerlinge der verschiedenen Käfer-Arten. Der Japankäfer-Engerling besitzt ventral (bauchseits) auf dem letzten Hinterleibssegment eine V-förmig angeordnete Härchenreihe. Die Larven, die insgesamt 3 Entwicklungsstadien durchlaufen, verpuppen sich, sobald sie reif sind, anschließend schlüpft der adulte Käfer.

### Puppe
Die Puppe ähnelt dem erwachsenen Käfer. Sie ist zunächst farblos bzw. cremefarben. Mit fortschreitender Entwicklung nimmt sie die Farbe des späteren Käfers an.

### Adulte
Die erwachsenen Käfer sind ca. 1 cm lang und 0,5 cm breit. Die Weibchen sind meist größer als die Männchen. Damit ist der Japankäfer nur wenige Millimeter größer als ein Siebenpunkt-Marienkäfer (Coccinella septempunctata) und deutlich kleiner als ein Feldmaikäfer (Melolontha melolontha). Der Körper ist dunkel gefärbt und teilweise auffallend grün-metallisch schimmernd. Diese schimmernde Färbung setzt sich im Vergleich zum Gemeinen Rosenkäfer (Cetonia aurata) allerdings nicht auf den Flügeldecken (Elytren) fort. Die Elytren des Japankäfers, die den Hinterleib (Abdomen) nicht komplett überdecken, weisen eine kupferbraune Färbung auf. Leicht zu erkennen sind die hellen Haarbüschel am Abdomen. Seitlich auf der rechten und linken Körperhälfte befinden sich jeweils fünf und auf dem letzten Hinterleibssegment zwei Haarbüschel. Die Geschlechter können u. a. durch die Form der Schienbeinsporne („tibial spurs“) unterschieden werden: Die Weibchen besitzen spatelförmige und die Männchen hakenförmige Sporne.

### Verwechslungsmöglichkeiten
Optisch ähnelt der Japankäfer besonders dem Gartenlaubkäfer (Phyllopertha horticola) und dem Kleinen Julikäfer (Anomala dubia). Beide Arten haben aber keine hellen Haarbüschel am Abdomen. Eine weitere Unterscheidung ist durch das spezielle Alarmverhalten des Japankäfers möglich: Bei Bedrohung spreizt er ein Beinpaar im rechten Winkel von seinem Körper weg. Laien könnten den Japankäfer außerdem mit Rosenkäfern (Cetoniinae), dem Junikäfer (Amphimallon solstitiale) oder dem Feldmaikäfer (Melolontha melolontha) verwechseln.

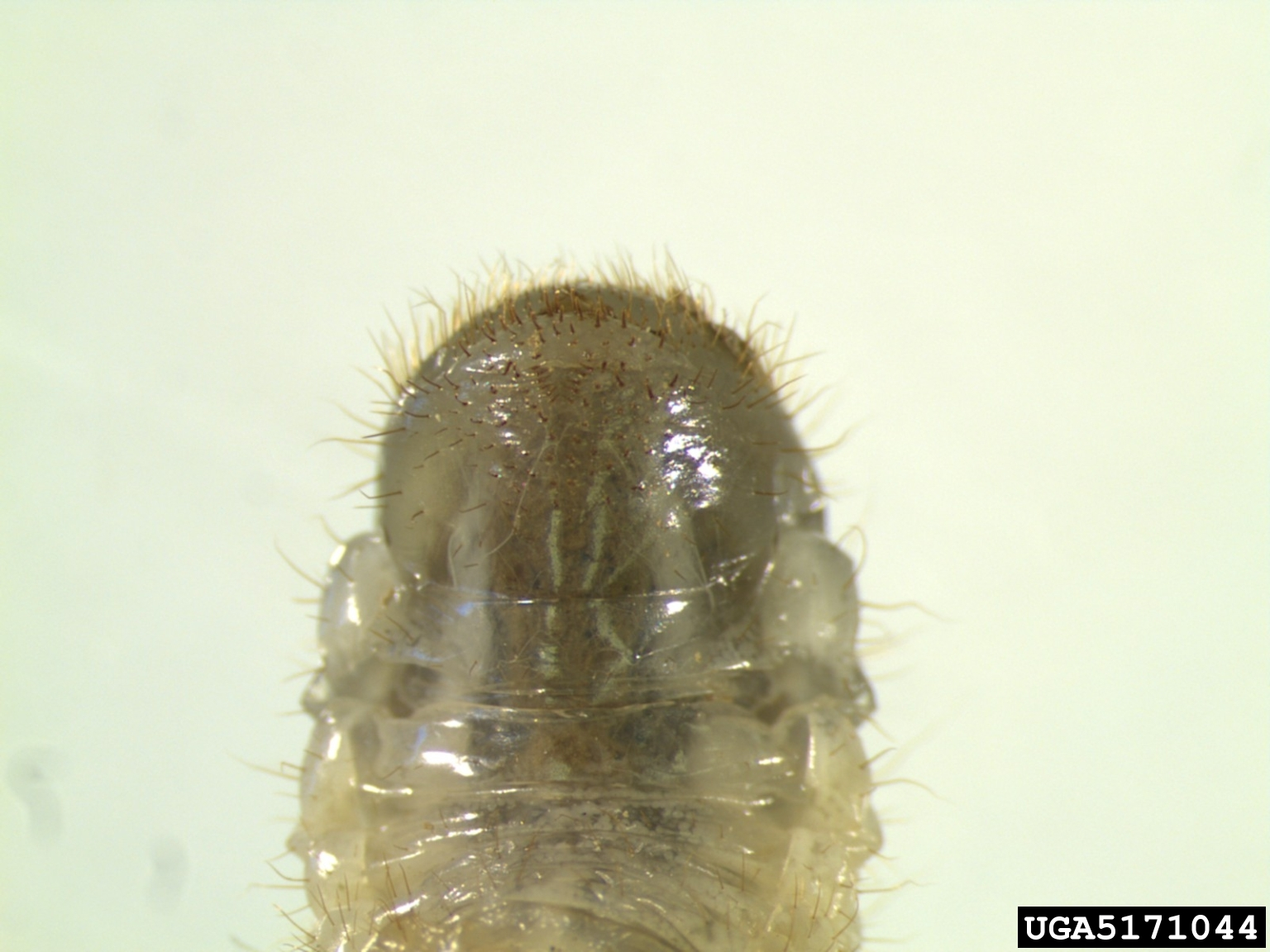
V-förmige Härchenreihe des letzten Hinterleibssegment des Japankäfers
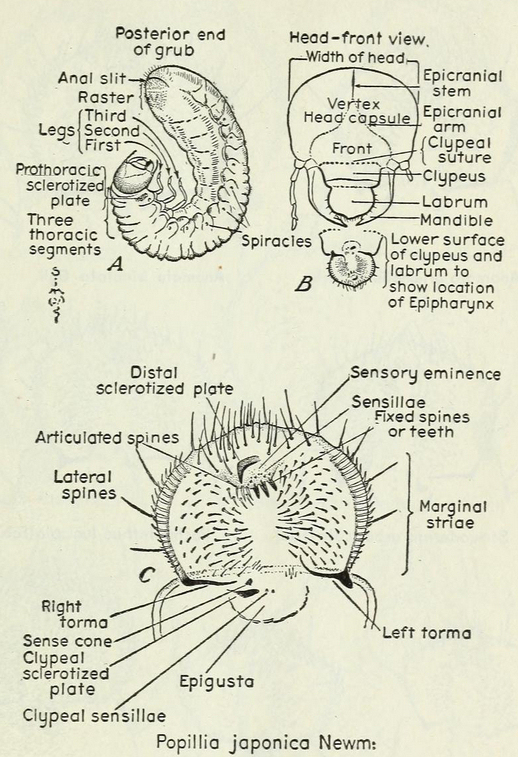
Morphologie des Japankäfer-Engerlings
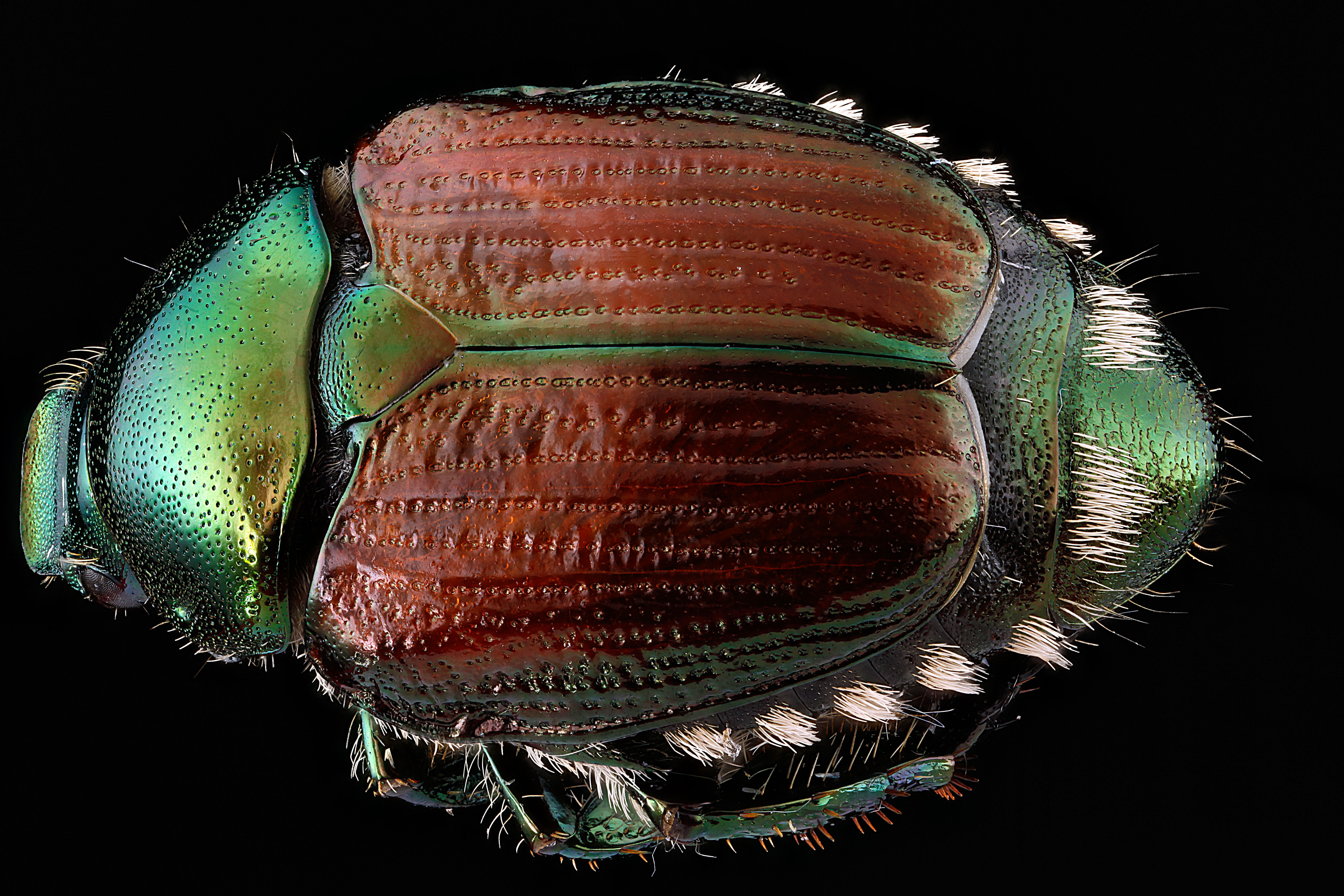
Adulter Japankäfer dorsal
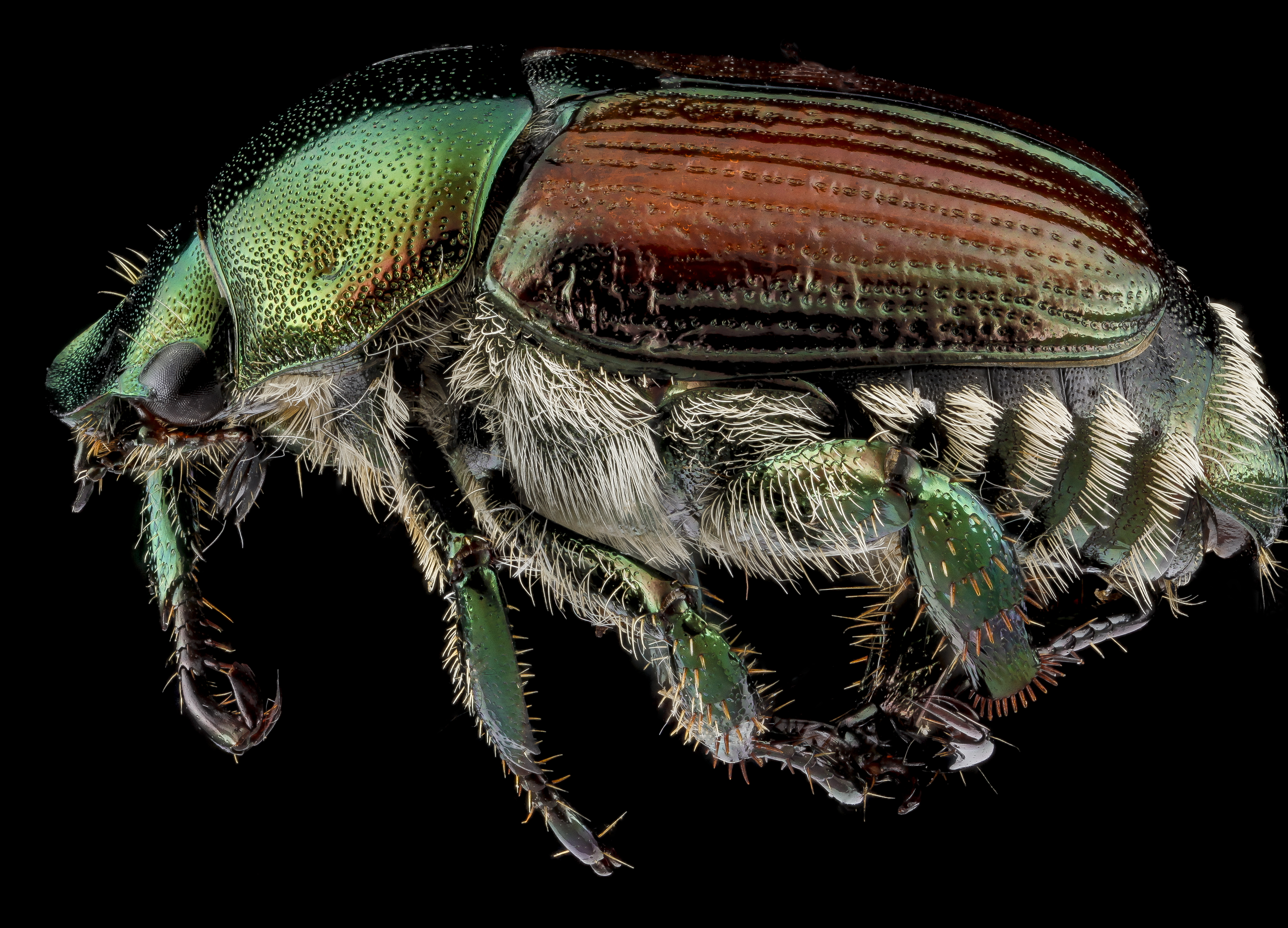
Adulter Japankäfer lateral
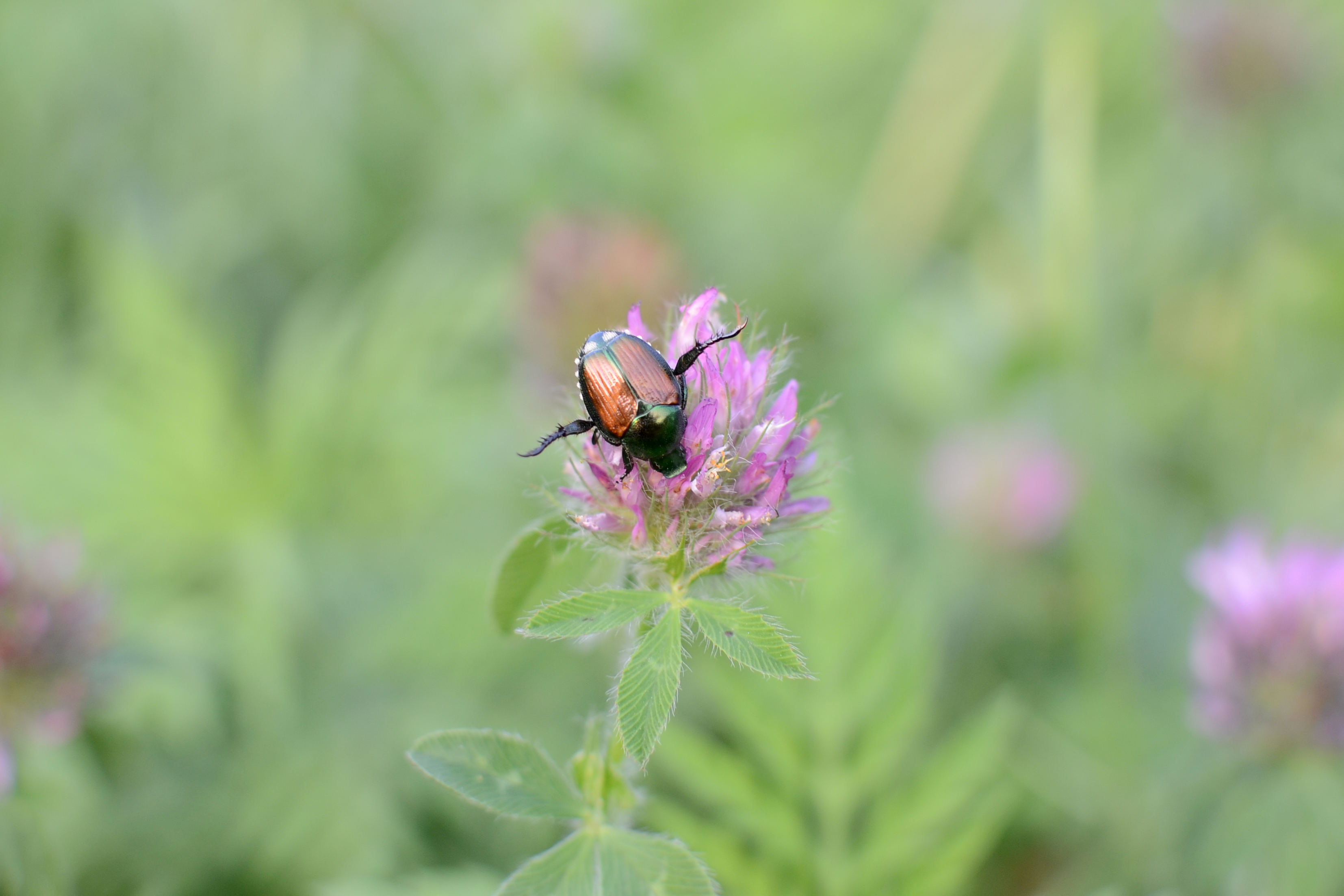
Typisches Verhalten des Japankäfers bei Bedrohung

## Lebenszyklus
Der Japankäfer bildet in der Regel eine Generation pro Jahr (univoltin). Die Larven überwintern ca. 15 bis 20 cm tief im Boden. Bei Erwärmung des Bodens im Frühjahr auf über 10 °C steigen sie auf ca. 2,5 bis 5 cm Bodentiefe auf und fressen an den Wurzeln von Gräsern. Nach 4 bis 6 Wochen verpuppen sie sich. Der adulte Käfer schlüpft abhängig vom Breitengrad zwischen Mai und Juli. Kurz darauf beginnt die Paarung. Die Weibchen produzieren hierfür den Sexuallockstoff (Pheromon) „Japonilure“. Es kann zu Ansammlungen von einer Vielzahl an Männchen um ein einziges jungfräuliches Weibchen kommen. Die Weibchen können in ihrer Lebenszeit von ca. 30 bis 45 Tagen zwischen 40 und 60 Eier legen. Diese legen sie bevorzugt in mit Weidegräsern bewachsene feuchte, lehmige Böden ab. Nach 10 bis 14 Tagen schlüpfen die jungen Larven aus den Eiern und ernähren sich von feinen Wurzeln und organischem Material in den obersten 5 cm des Bodens. Bis zum Spätherbst haben die Larven das dritte Entwicklungsstadium erreicht. Sinkende Bodentemperaturen veranlassen die Larven dann, tiefer in den Boden zu wandern, um dort zu überwintern.

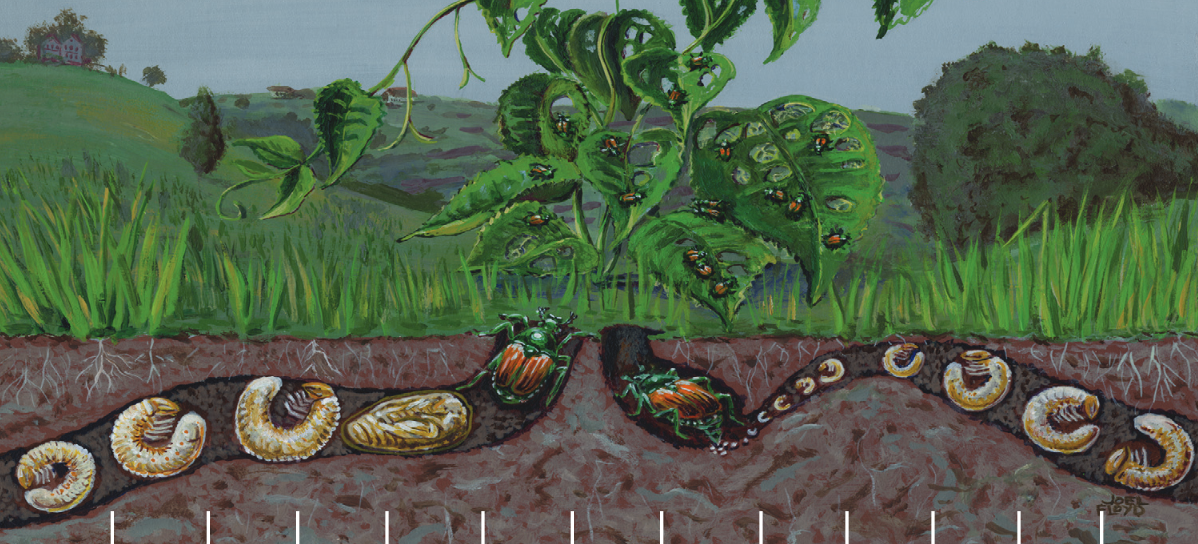
Lebenszyklus des Japankäfers
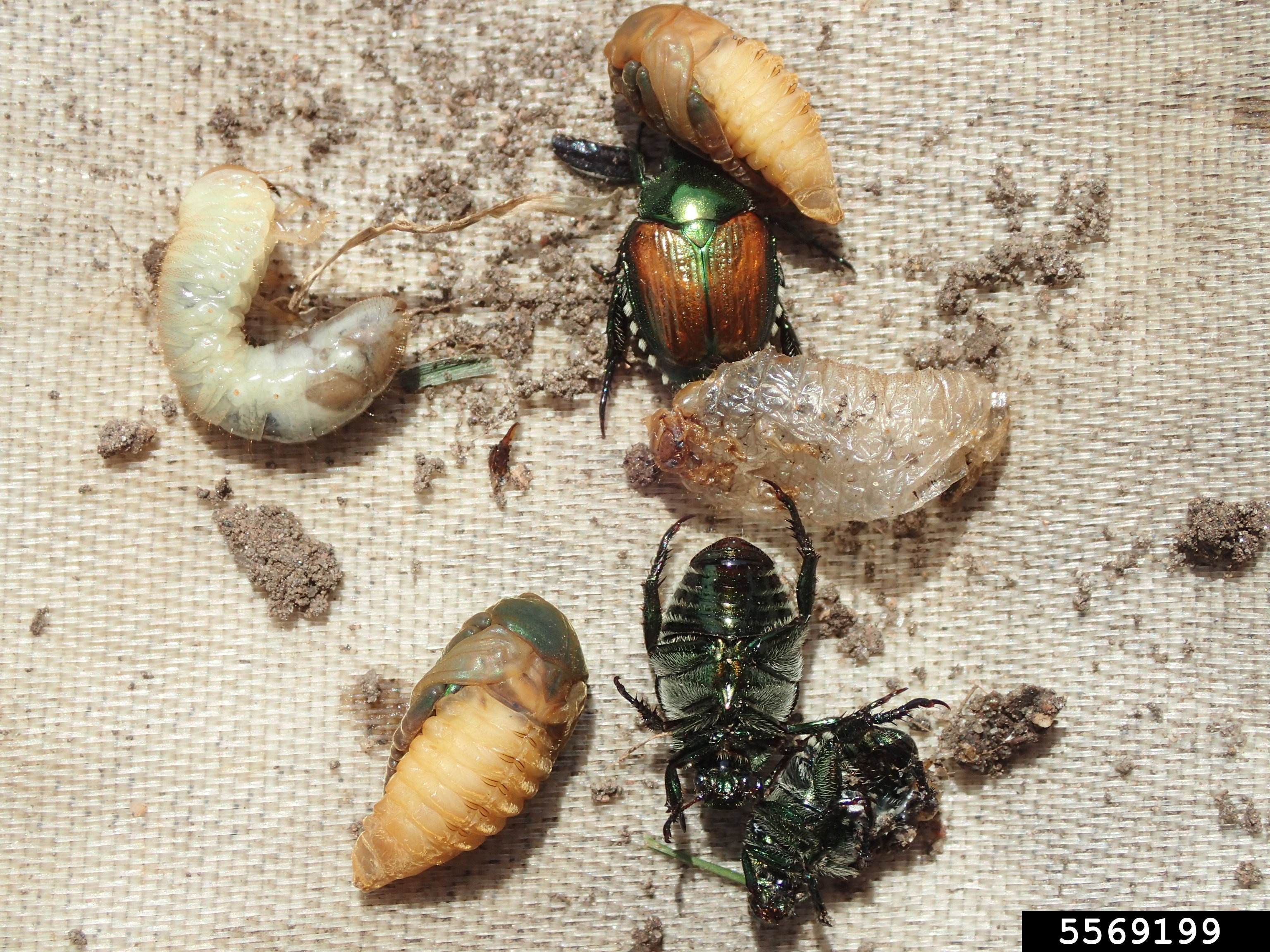
Frisch geschlüpfte Käfer, Puppen und Larven des Japankäfers
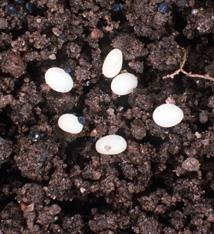
Eier des Japankäfers

## Verbreitung und Verschleppung
Ursprünglich stammt die Art aus Japan und ist auch im äußersten Ost-Russland heimisch. In ihrer Heimatregion ist sie weit verbreitet und weitestgehend unauffällig.

### Nordamerika
Bereits 1916 wurde der Käfer erstmals in den USA nachgewiesen – vermutlich wurde er unbeabsichtigt gemeinsam mit Pflanzenmaterial aus Japan eingeschleppt; seine Verbreitung in den USA wird vom Center für Environmental and Research Information Systems (CERIS) festgehalten.

### Europa
Alle europäischen Funde sind vermutlich auf anthropogene Verschleppung zurückzuführen. Der globale Handel und Tourismus ermöglicht die Mitreise als „blinder Passagier“ über mehr oder weniger große Entfernungen, teilweise sogar über Kontinente hinweg.
Bereits in den 1970er Jahren wurde der Käfer auf der portugiesischen Inselgruppe der Azoren nachgewiesen; 2014 wurde er erstmals in der Lombardei (Italien) entlang des Flusses Ticino und 2017 durch Fallenfänge erstmals an der Grenze zwischen Italien und der Schweiz nachgewiesen.

#### Deutschland, Österreich und Schweiz
Der erste Befallsherd im Süd-Tessin wurde 2020 festgestellt, in der Folge kam es zu einer jährlichen Verzehnfachung der in Fallen aufgefundenen Individuen. Nachdem man im Tessin die Zahl der Fallen von 28 (2021) auf 265 (2022) erhöhte und auch landesweit das Monitoring erweiterte, kam es außerhalb des Südtessins dann zunächst nur zu Einzelfunden.
Obwohl sich der Japankäfer bisher nur im Westen der Lombardei, im Osten des Piemonts und in einem zentralen Gebiet des Aostatals etablieren konnte, nimmt man in der Schweiz an, dass eine Tilgung im Südtessin bereits nicht mehr möglich ist, daher ist man dort bereits 2021 zu einer Eindämmungsstrategie übergegangen. Als Teil dieser Strategie hat das schweizerische Bundesamt für Landwirtschaft daher 2022 in seiner Allgemeinverfügung zum Schutz gegen die Ausbreitung von Popillia japonica Newman im Kanton Tessin einige Gemeinden als „Befalls-“ und weitere Gemeinden als „Pufferzone“ deklariert, in denen jeweils besondere Gegenmaßnahmen getroffen werden müssen.
Das am 13. Juli 2021 nachgewiesene lebende Männchen aus einer Pheromon-Falle in der Nähe des Güterbahnhofs Basel sorgte aufgrund der Nähe zu Baden-Württemberg für deutliche Aufregung in der deutschen Presselandschaft.
In Baden-Württemberg wurde im Oktober des gleichen Jahres ein toter Japankäfer in einer Warenlieferung aus Polen entdeckt. Die Spedition ist allerdings in vielen europäischen Staaten aktiv; möglicherweise lebte der Käfer in einem anderen Staat.
2022 wurde in einer Falle im Schweizer Kanton Solothurn ebenfalls ein einzelner Käfer entdeckt. Trotz intensivierter Suche wurden anschließend keine weiteren Tiere gefunden. Im Juli 2023 wurde in Kloten (Kanton Zürich) in einer Lockstofffalle der erste Freilandbefall auf der Alpennordseite entdeckt. Die Untersuchung von Wirtspflanzen auf Fraßspuren und Käfer in einem Umkreis von drei Kilometern ergab, dass dort eine kleine Population besteht. Das Amt für Landwirtschaft und Natur (ALN) des Kantons Zürich hat ausgehend vom Fundort eine Zone mit einem Radius von zwei Kilometern als Befallsherd deklariert sowie eine Zone mit einer Breite von fünf Kilometern, in der sich 24 Gemeinden befinden, als Pufferzone ausgewiesen und für beide Zonen Maßnahmen zur Tilgung verfügt. Es wurden Fallen aufgestellt und – entgegen der bisherigen Schweizer Strategie ein Insektizid ausgebracht. In den Gebieten mit den meisten Käfersichtungen wurden bis Ende Juli 2023 auf öffentlichen Grünflächen und in privaten Gärten Wirtspflanzen des Käfers wie Rosen, Obstbäume und Beerensträucher einmalig mit einem Insektizid behandelt und ein Bewässerungsverbot für Rasen- und Grünflächen erteilt. Zusätzlich wurde verfügt, dass Grüngut, Kompost, Pflanzen mit Wurzeln in Erde oder organischem Substrat und Bodenmaterial nicht mehr aus der Befallszone verbracht werden dürften.
Im Juli 2023 wurden auch im Oberwallis Japankäfer entdeckt: Die Eidgenössische Forschungsanstalt WSL führt aus, dass man davon ausgehe, „dass sich der Japankäfer in der gesamten Schweiz ansiedeln könnte – zumindest in den Tallagen bis 900 m ü. M.“ Seit dem Fallenfang in Basel im Jahr 2021 stehen die Behörden der Schweiz, Frankreichs und Deutschlands in regelmäßigem Kontakt, um das grenznahe Geschehen zu überwachen. Schweizer Forscher sind außerdem an Bekämpfungsmaßnahmen und Forschungsprojekten in der Lombardei und im Piemont beteiligt.
Nach dem Fund von mehreren Käfern Ende Juni 2024 hatte der Kanton Baselland die bekannten Maßnahmen zur Bekämpfung eingeleitet; Basel-Stadt bereitete ebenfalls eine Verfügung vor – betroffen ist auch ein Trainingsfeld des FC Basel, das nach der Abdeckung mit einer Folie zur Verhinderung des Ausflugs der Käfer bis auf Weiteres nicht bespielbar ist: Insgesamt wurden in der Nähe der Merian-Gärten und im Bereich der Sportplätze in Münchenstein 38 Japankäfer gefunden – fast alle in aufgestellten Lockfallen.
Nach neuen Funden auf Schweizer Seite Mitte Juli weitete die Basler Stadtgärtnerei die Befallsherd-Zone mit strengen Vorgaben auf gut ein Drittel des Kantonsgebiets aus: Grossbasel-Ost sowie Teile Kleinbasels sowie der Gemeinden Riehen und Birsfelden; im benachbarten deutschen Landkreis Lörrach wurde die bereits bestehende Pufferzone ausgeweitet.

##### Stand der Verbreitung in Deutschland
Der erste Nachweis eines lokalen Vorkommens des Japankäfers in der Nähe von Paderborn stammt von 2014; 2018 wurde die Art auch im bayrischen Oberstdorf nachgewiesen. Im November 2021 wurde in einer Freiburger Pheromonfalle ein lebender Käfer gefunden.
2023 hatte es erneut zwei Funde männlicher Japankäfer in jeweils einer Falle in Weil am Rhein und in Freiburg gegeben – da es sich wieder um Einzelfunde männlicher Käfer handelte, ging man auch hier davon aus, dass es erneut „blinde Passagiere“ aus den oben beschriebenen Transportmitteln aus Befallsgebieten waren. Mit dem Auftreten der ersten kleinen Population des Japankäfers nördlich der Alpen in Kloten bei Zürich ergibt sich dann für Baden-Württemberg eine Gefährdungslage, wenn die Bekämpfungsmaßnahmen des dortigen Kantons keinen Erfolg zeitigen sollten.
Nach dem Fund mehrerer Käfer in Lockfallen Mitte Ende Juni 2024 in Basel bringt auch Baden-Württemberg im Grenzbereich zum südlichen Nachbarn zusätzliche Lockfallen aus; außerdem wird hier das Monitoring intensiviert und Grüngut darf aus dem Bereich der in Basel-Land nun ausgewiesenen, bis in das Gebiet der deutschen Grenzgemeinden Grenzach-Wyhlen und Weil am Rhein herausreichenden Pufferzone nur noch herausgebracht werden, wenn sichergestellt ist, dass damit keine Käfer transportiert werden; Sichtungen sollen per E-Mail an das Landwirtschaftliche Technologiezentrum Augustenberg in Karlsruhe-Durlach gemeldet werden.
Anfang August des Jahres wurden erste vereinzelte Japankäfer-Funde auch weiter nördlich aus Baden-Württemberg gemeldet: wiederum aus dem ebenfalls südwestlichen Freiburg im Breisgau sowie in der Nähe der Landeshauptstadt Stuttgart aus dem bereits weiter nördlichen Landkreis Ludwigsburg (in Kornwestheim beim Güterbahnhof). Ende Juli bereits hatte die deutsche Bundesregierung u. a. an die Bevölkerung appelliert, verdächtige Befälle sofort an den Pflanzenschutzdienst des jeweiligen Bundeslandes zu melden usw.; außerdem sollten Reise-Rückkehrende aus stark befallenen Regionen wie Norditalien oder der Südschweiz Fahrzeug und Gepäck gründlich überprüfen.
Anfang August 2024 wurde nahe Lindau am Bodensee ein Exemplar in einer Lockstofffalle an der A 96 gefunden; Mitte 2025 nun wieder in Freiburg innert weniger Tage über 10 Tiere. Da sich weibliche Japankäfer gezielt feuchte oder bewässerte Rasenflächen zur Ei-Ablage suchen, verhängte die Stadt Freiburg als erste Großstadt für die Sommermonate (mit Wirkung ab dem 1. August 2025) ein Bewässerungsverbot für Rasen und Grünflächen in einem als „Befallszone“ eingestuften Schutzbereich nördlich der Innenstadt; zudem wurden strenge Auflagen für die Ausfuhr von Pflanzen und Erde aus dieser Zone eingeführt.

### Natürliche Verbreitung
Die natürliche Verbreitung der flugfähigen adulten Käfer liegt zwischen 3 und 24 km pro Jahr. Sie legen in der Regel kurze Strecken von 500 bis 700 m pro Tag zurück. Allerdings sind auch anhaltende, längere Flüge von bis zu 8 km beispielsweise über Wasser bekannt. Bei einer Windgeschwindigkeit von weniger als 20 km/h, einer relativen Luftfeuchtigkeit von mehr als 60 % und einer Temperatur zwischen 29 und 35 °C wird das Maximum an Flugaktivität erreicht.

## Wirtsspektrum und Schadbild
Der Japankäfer ist polyphag. In den USA wurden bereits mehr als 300 Wirtspflanzen aus 79 Pflanzenfamilien nachgewiesen. An mehr als 100 Arten der Wirtspflanzen entstanden wirtschaftliche Schäden. Die europäische Behörde für Lebensmittelsicherheit EFSA (European Food Safety Authority) geht von bis zu 700 Wirtspflanzen aus.
Wichtige Wirtspflanzen:
- Gehölze: Ahorn, Buche, Eiche etc.
- Obstgehölze: Apfel, Kirsche, Pflaume etc.
- Beerenobst: Himbeere, Brombeere, Heidelbeere, Erdbeere, Wein etc.
- Gemüse: Tomate, Spargel, Bohne etc.
- Ackerkulturen: Mais, Kartoffel etc.
- Grünflächen: v. a. gepflegte Rasen (z. B. Golfplätze), Wiesen und Weiden
- Zierpflanzen und -gehölze: Heide, Dahlien, Thujen, Flieder etc.

Die adulten Käfer fressen an der Oberseite der Blätter. Die Blattaderung lassen sie meist aus, sodass ein typischer Skelettierfraß entsteht. Bei massenhaftem Auftreten der Käfer kann es auch zu Kahlfraß kommen. Der unterirdische Wurzelfraß der Larven wird erst bei starker Schädigung der Gräser, häufig gegen Spätsommer, durch Absterben sichtbar. Frühe Symptome sind Ausdünnung, Vergilbung und Welke. Bei einem Befall von mehr als 400 Larven pro Quadratmeter wird das Wurzelsystem der Gräser vollständig durchtrennt, sodass die Grasnarbe wie ein Teppich zusammengerollt oder angehoben werden kann. Weiterhin können Sekundärschäden durch den Fraß von Krähen, Waschbären etc. an den Larven auf den Grünflächen entstehen.
Die amerikanische Landwirtschaftsbehörde USDA (United States Department of Agriculture) schätzt den jährlichen Schaden durch die adulten Käfer bzw. die Larven auf 226 Millionen bzw. 234 Millionen US-Dollar.

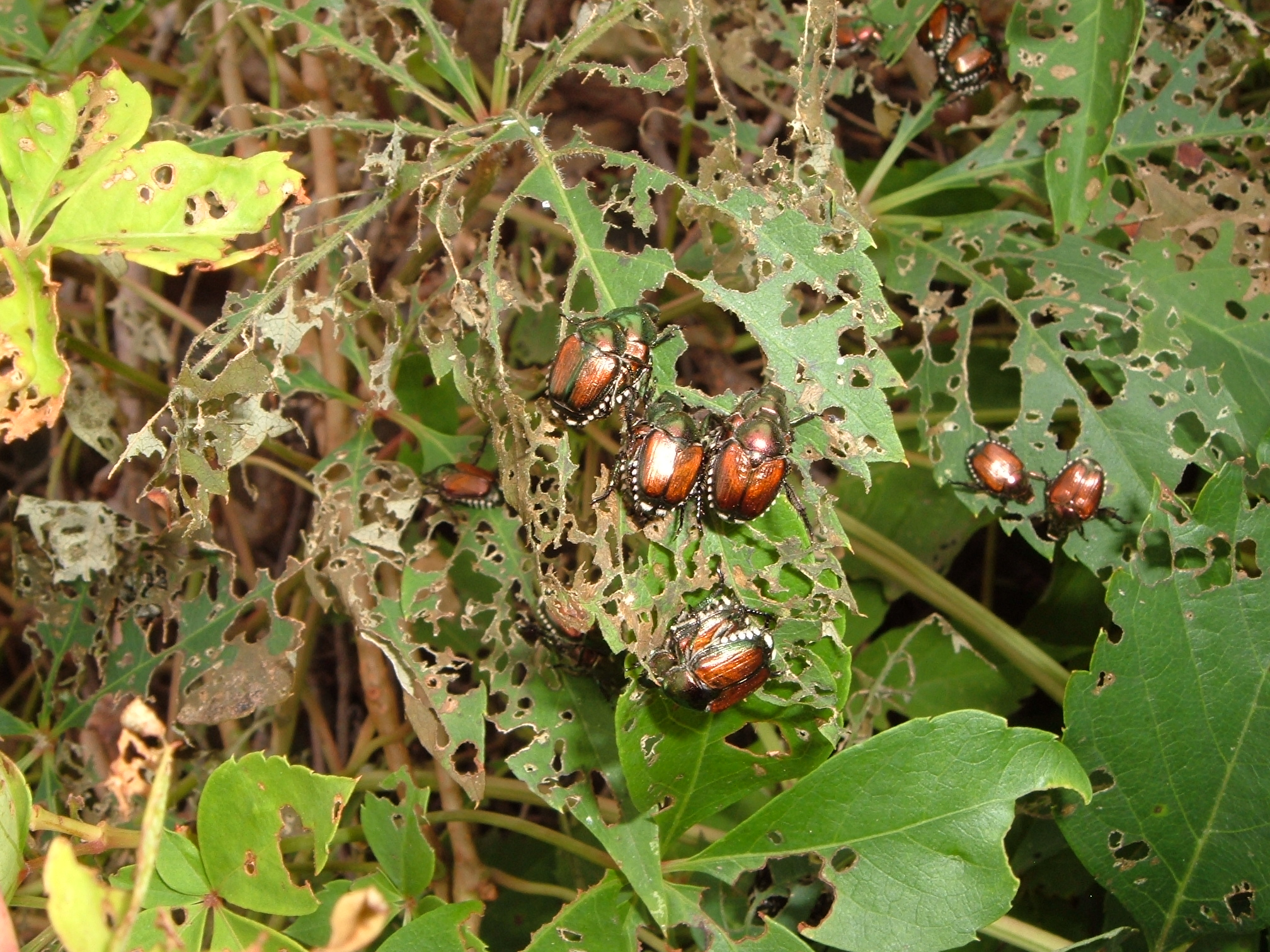
Typischer Skelettierfraß des Japankäfers
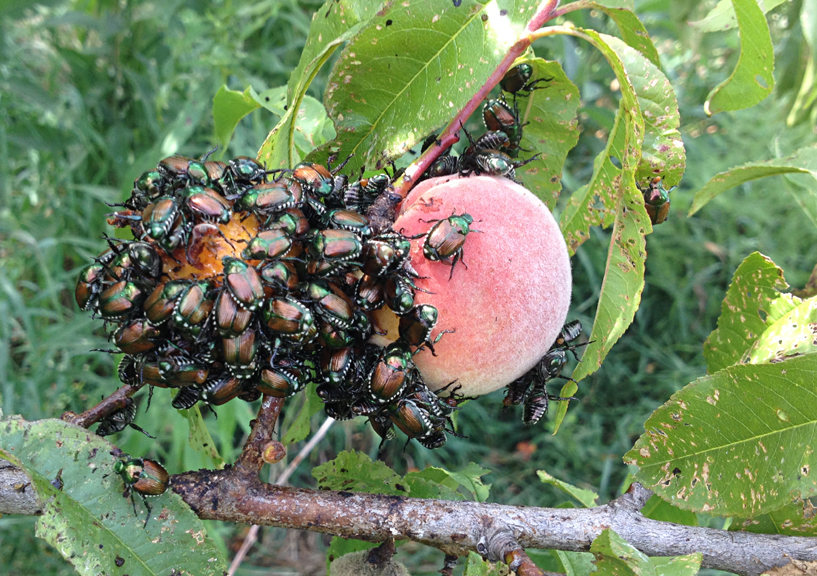
Japankäfer-Fraß an Pfirsich
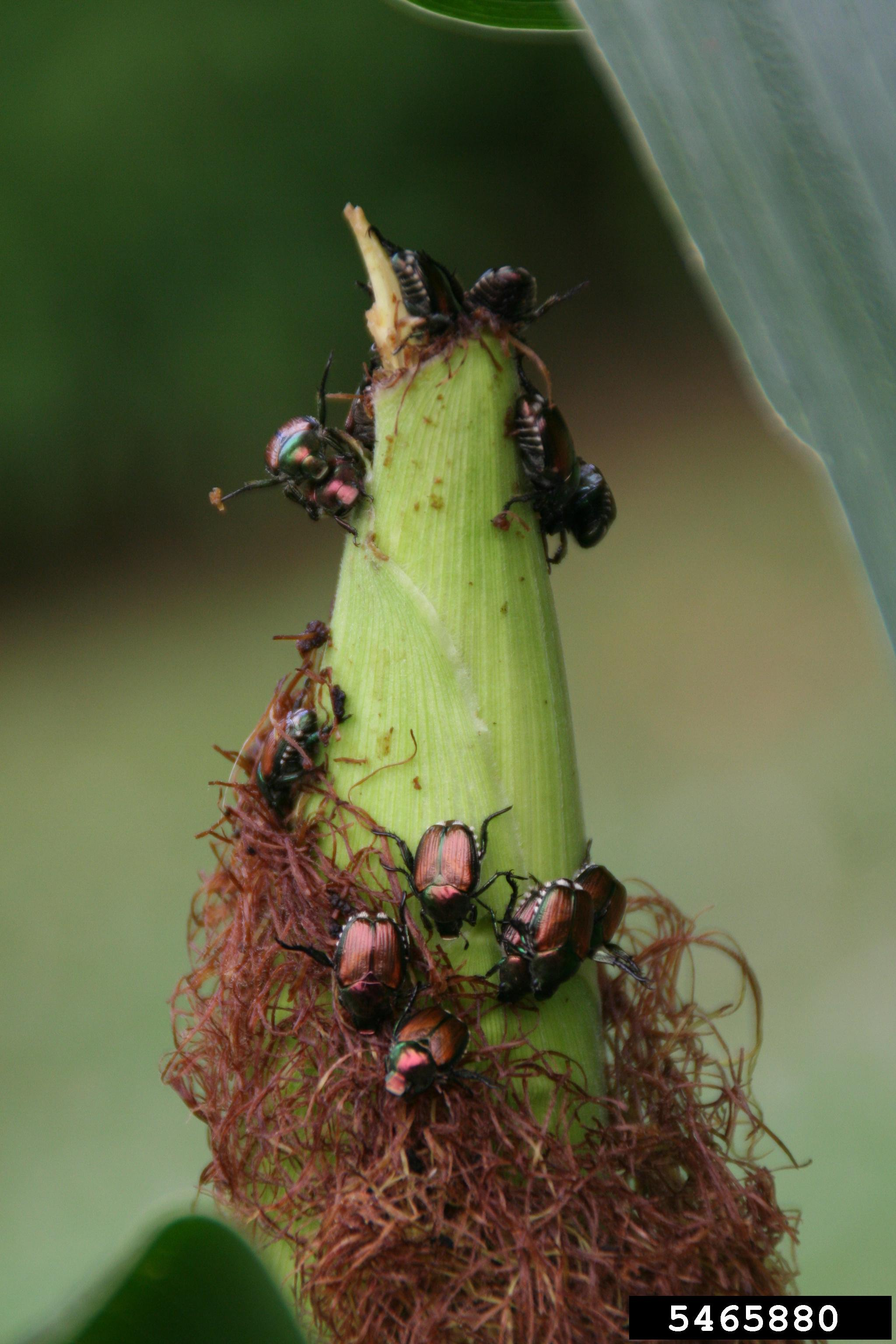
Japankäfer-Fraß an Mais

## Bekämpfungsmaßnahmen
Es besteht die Möglichkeit, die im Boden liegenden Larven und Puppen mechanisch z. B. mit einer Motorfräse zu bekämpfen. Die adulten Käfer können mit Pflanzenschutzmitteln, beispielsweise mit Neem-Produkten, bekämpft werden.
Die Stadt Basel setzte im September 2024 erstmals Fadenwürmer (Nematoden) zur Bekämpfung ein. Diese wirken gegen die Larven von Japankäfer, Dickmaulrüssler und Gartenlaubkäfer.

## Biologische Kontrolle und natürliche Gegenspieler
Natürliche Gegenspieler des Japankäfers sind Parasiten, Nematoden, Pathogene und Prädatoren.
Mitte des 20. Jahrhunderts wurde für die biologische Kontrolle der Japankäfer-Engerlinge in den USA das bodenbürtige Bakterium Paenibacillus (ehemals Bacillus) popillae verwendet. Ein weiterer bekannter Vertreter, der die Larven befällt, ist Bacillus thuringiensis. Eine besonders gezielte Bekämpfung kann durch die Verwendung des Serovars japonensis, Stamm Buibui erreicht werden. Weiterhin werden die Larven auch von Mikrosporidien-Erregern wie Ovavesicula popilliae befallen, der eine hohe Spezifität gegenüber den Japankäfer-Engerlingen aufweist.
Außerdem eignet sich die Anwendung von entomopathogenen Nematoden. Verwendet werden können z. B. Steinernema glaseri oder Heterorhabditis bacteriophora. Für eine erfolgreiche Anwendung sollte eine ausreichende Anzahl an Nematoden ausgebracht werden. Bei der Applikation ist direkte Sonneneinstrahlung zu vermeiden. Anschließend muss der Boden für einige Wochen feucht gehalten werden. In Italien und auf den Azoren (Portugal) wurde allerdings festgestellt, dass die Nematoden in den kälteren Monaten (November bis Februar) unwirksam sind.

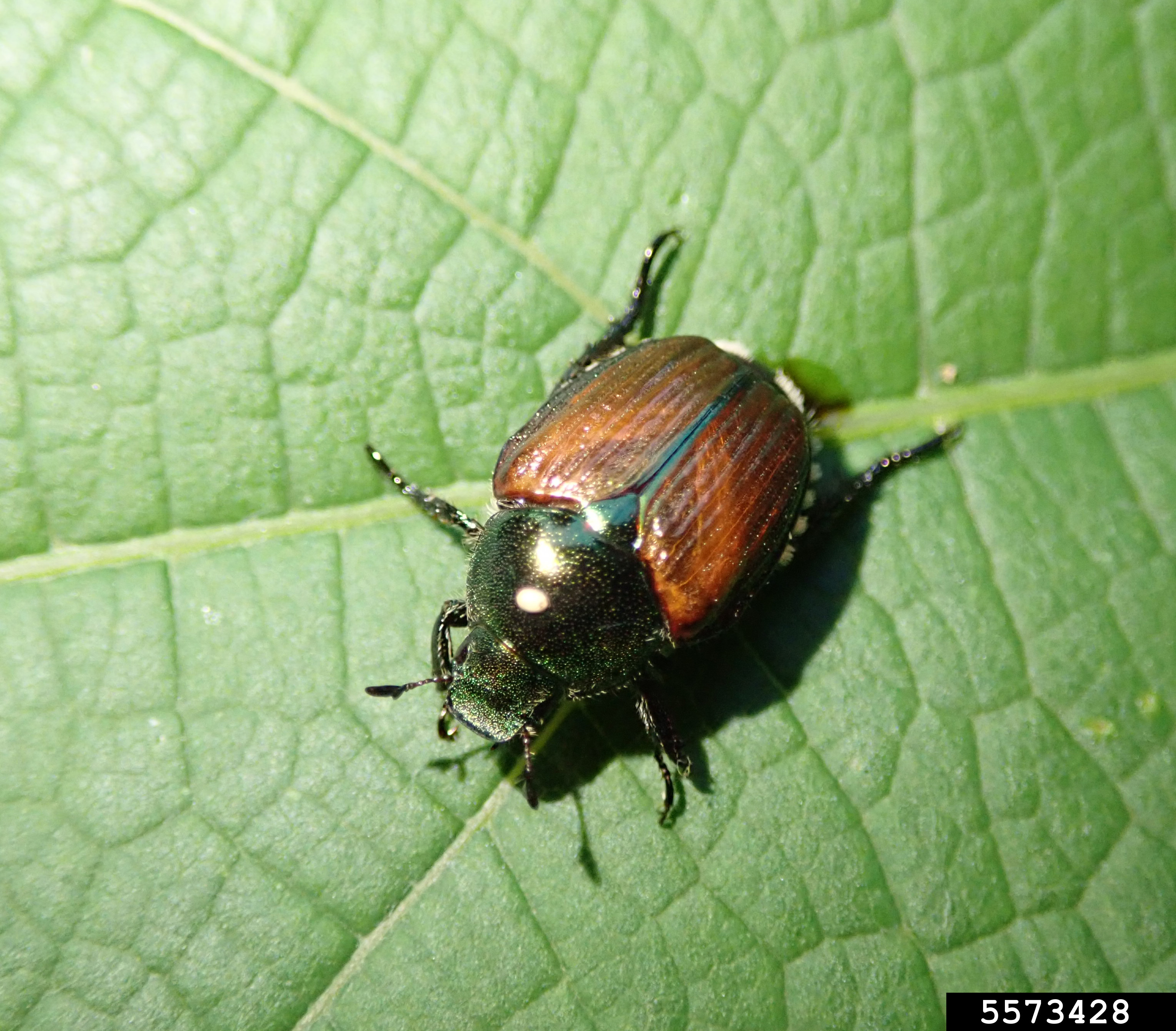
Japankäfer parasitiert von der Tachinidae Istocheta aldrichi.

Nur wenige Jahre nach dem US-amerikanischen Erstnachweis des Japankäfers 1916 wurden insgesamt 49 verschiedene Parasiten von P. japonica aus Asien nachgeführt. Etablieren konnten sich allerdings nur die wenigsten Arten. Am weitesten verbreitet sind die Tiphiidae Tiphia vernalis, die die Larven im Boden parasitiert und die Tachinidae Istocheta aldrichi, die ihre Eier auf die adulten Käfer ablegt. Die Parasitierungsraten sind für eine gezielte biologische Bekämpfung allerdings nicht hoch genug.

## Regulierung im Rahmen der Pflanzengesundheit
Der Japankäfer ist von der EU als Unionsquarantäneschädling eingestuft, d. h. bei Erstnachweis und lokalem Auftreten des Käfers muss eine Ausrottung durchgeführt werden. Hierfür werden eine Befallszone mit einem Radius von 1 km und eine Sicherheitszone mit einem Radius von 3 km eingerichtet. In diesen Zonen wird das Auftreten des Käfers intensiv durch Monitoring überwacht. Ist eine Ausrottung nicht mehr möglich bzw. vertretbar, müssen Eingrenzungsmaßnahmen durchgeführt werden.